# 尾畑文正
尾畑 文正（おばた ぶんしょう、1947年10月19日 - ）は、浄土真宗の僧、仏教学者、元同朋大学学長。
三重県四日市市生まれ。同朋大学文学部仏教学科卒業。大谷専修学院卒業、大谷大学大学院博士課程満期退学。同朋大学助教授、教授、学長、名誉教授、特任教授。2015年ブラジル開教監督。真宗大谷派泉称寺前住職。2012年「曇鸞浄土教の研究 願生浄土の仏道」で大谷大学博士（文学）。真宗学専攻。九条の会会員。

## 著書
- 『真宗の平和学 超世の悲願に学ぶ』真宗大谷派名古屋別院教務部 東別院伝道叢書 1994
- 『親鸞への旅 アジアの風に吹かれて』樹心社 1994
- 『歎異抄に学ぶ 共生の原理を求めて』明石書店 1995
- 『親鸞を生きるということ 相互共存するいのち』樹心社 1999
- 『『浄土論註』に学ぶ 願生浄土の仏道 二〇〇七年安居次講』真宗大谷派宗務所出版部 2007
- 『真宗仏教と現代社会』福村出版 2008
- 『親鸞聖人の手紙から』真宗大谷派宗務所出版部 2011
- 『願生浄土の仏道 世親・曇鸞そして親鸞』福村出版 2014

### 共著
- 『我がいのち我がいのちにあらず』二葉憲香、小川仲造・滝本誠海共著 自照社出版 2000

## 論文
- <尾畑文正